# Jamarr Sanders
Jamarr Rodez Sanders (Chicago, 2 agosto 1988) è un cestista statunitense, professionista nella NBDL e in Europa.

## Carriera

### Esperienze in Italia, Germania, Turchia, Francia e ritorno in Italia
Nell'estate 2013 inizia la sua prima esperienza italiana venendo ingaggiato da Veroli Basket in Serie A2.
Nell'estate 2014 passa all'Aquila Basket Trento società neo-promossa per la prima volta in Serie A giocando in terra trentina per due stagioni.
Dopo una breve parentesi con i tedeschi del Telekom Baskets Bonn. In data 19 luglio 2017 la Junior Libertas Pallacanestro club di Serie A2 annuncia di aver raggiunto l'accordo con il giocatore per la stagione 2017-2018. Con i piemontesi raggiunge la finale dei play-off, persa poi nel giugno 2018 contro la Pallacanestro Trieste.
Nell'estate 2018 firma un biennale con la Pallacanestro Trieste società neo-promossa in Serie A. Nell'estate 2019 firma un annuale con il Gaziantep dopo aver giocato solamente pochi mesi nel campionato turco, fa ritorno nel gennaio 2020 nuovamente in Italia firmando per il Derthona Basket società di Serie A2 italiana del girone Ovest, ritrovando così per la terza volta l'allenatore dei piemontesi Marco Ramondino, suo ex coach sia ai tempi di Veroli che a Casale. Il 17 settembre 2022, firma con lo Strasburgo I.G., dopo una breve parentesi con il club francese, fa ritorno nel campionato italiano, il 1º novembre successivo, firmando fino a fine stagione con la Scaligera Basket Verona società neo-promossa in Serie A.

## Palmarès
- Campione NBDL (2012)